# Betriebsgarage Leopoldau

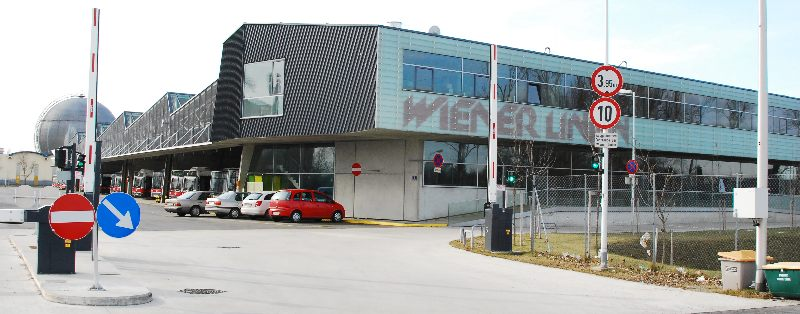
Betriebsgarage Leopoldau

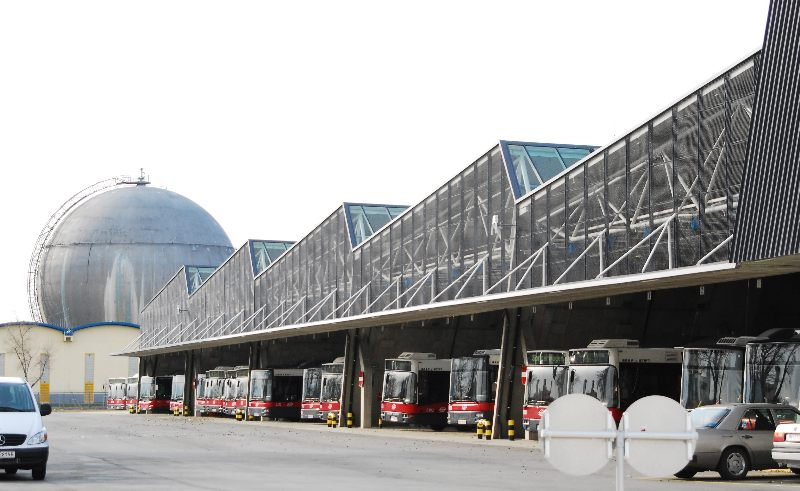
Betriebsgarage Leopoldau

Die Betriebsgarage Leopoldau in der Katharina-Scheiter-Gasse im 21. Wiener Gemeindebezirk Floridsdorf ist die größte von drei Busgaragen der Wiener Linien.

## Geschichte
Die Betriebsgarage Leopoldau wurde zwischen 2005 (Spatenstichfeier am 22. Juni) und der Eröffnung am 2. Juli 2007 auf dem nördlichen Teil des Geländes des ehemaligen Gaswerks Leopoldau errichtet.
Mit der Inbetriebnahme der neuen Großgarage wurden entsprechend dem Garagenkonzept der Wiener Linien die bisherigen Betriebsgaragen in der Grinzinger Allee (in der Nacht zwischen 23. und 24. Juni) und Vorgartenstraße (in der Nacht zwischen 19. und 20. Mai) aufgelassen. Bis auf die Linien 35A, N35, N41 und N43, welche zur Garage Spetterbrücke verlegt wurde, kamen alle Autobuslinien bzw. Fahrzeuge in die neue Betriebsgarage Leopoldau.
Von den rund 480 städtischen Linienbussen sind entweder für 180 Normalbusse oder 120 Gelenksbusse hier Abstellplätze vorgesehen.
Ebenfalls extra für die Autobusgroßgarage Leopoldau wurde die Katharina-Scheiter-Gasse am nördlichen Rand des Areals angelegt.
Die Flüssiggastankstelle mit dem angeschlossenen Flüssiggaslager machte technisch aufwändige Sicherheitsmaßnahmen notwendig.
Die Autobusgroßgarage Leopoldau, von der aus 23 Autobuslinien im Tagesverkehr und 8 NightLine-Linien betrieben werden, ist Arbeitsplatz für rund 540 im Schichtbetrieb beschäftigte Buschauffeure, etwa 140 Personen im Werkstätten- und 50 Personen im Verwaltungsbereich.

## Architektur
Erbaut wurde die Autobusgroßgarage nach Plänen des Architekturbüros Fasch & Fuchs (Hemma Fasch und Jakob Fuchs) auf einer Nutzfläche von 18.154 Quadratmetern bei einer Grundstücksfläche von 62.000 Quadratmetern mit einem Kostenaufwand von rund 36 Millionen Euro.
Die ursprüngliche Planung, den Werkstätten- und Abstellbereich als kompakte Anlage mit einem gemeinsamen, teils begrünten und teils transparenten Dach zu errichten, wurde von den Wiener Linien als Auftraggeber wegen brandschutztechnischer Bedenken verworfen.
Errichtet wurden schließlich drei Gebäudegruppen, welche
- die fünfschiffige Abstellhalle,
- die Werkstättenhalle und
- den Verwaltungsbereich umfassen.

## Auszeichnungen
- Österreichischer Bauherrenpreis 2008